# Église Saint-Jacques de Lisieux
L'église Saint-Jacques est une église catholique située à Lisieux, en France. C'est un monument de style gothique.

## Localisation
L'église est située dans le département français du Calvados, sur la commune de Lisieux. Elle est entourée par la rue Saint-Jacques et la rue au Char.

## Historique
La construction de l'église Saint-Jacques commence en 1448, à la place d'une simple chapelle agrandie en 1132. Elle a été dédiée le 1er juin 1540, sous l'épiscopat du cardinal Jean Le Veneur, et eut pour architecte Guillemot de Samaison, maître-maçon de Lisieux.
Les clefs de voûte de l'église Saint-Jacques étaient pour la plupart chargées de blasons des notables bourgeois de Lisieux, qui avaient contribué par leurs largesses à la construction de l'édifice.
La paroisse, qui comptait 10 000 à 11 000 habitants était en 1870 la plus peuplée du diocèse de Bayeux et Lisieux. L'édifice est classé au titre des monuments historiques depuis 1910. Elle est désacralisée en 1965, lors de la fusion des communes de Lisieux et de Saint-Jacques, dont elle constituait l'église paroissiale. Elle est fermée au culte. Devenue un lieu culturel, elle est ouverte seulement quand elle accueille une exposition.

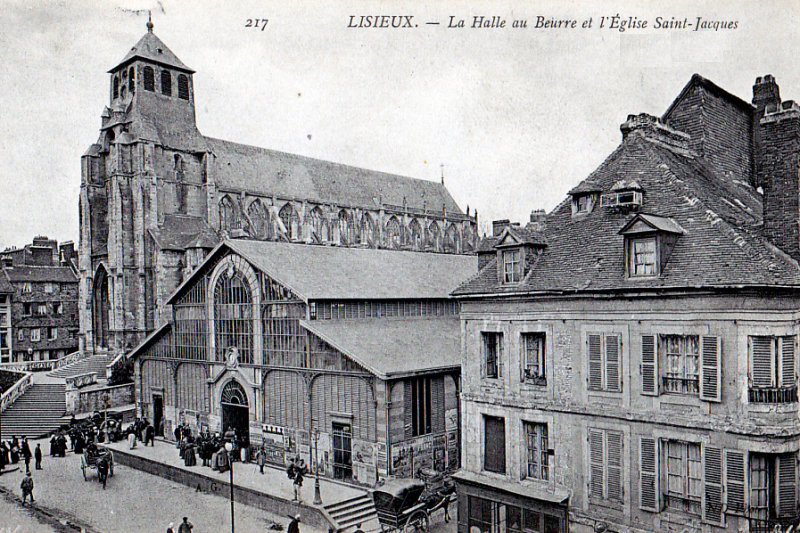
En arrière-plan sur une carte postale de la fin du XIXe siècle ou du début du XXe siècle.
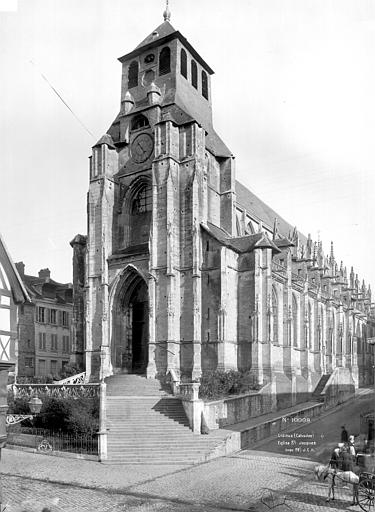
Vue du sud-ouest, dans la rue au Char.
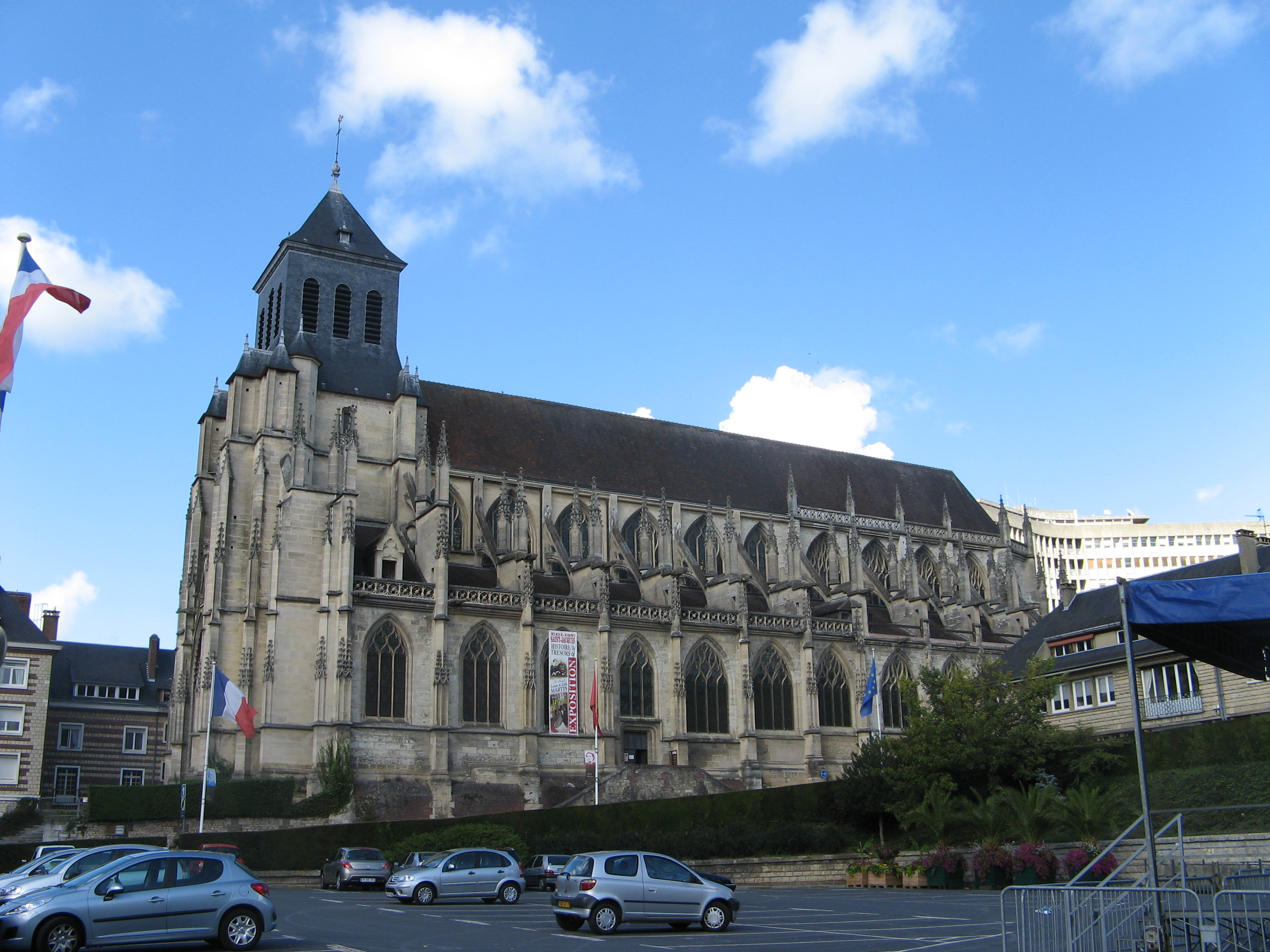
Vue du sud, dans la rue au Char.
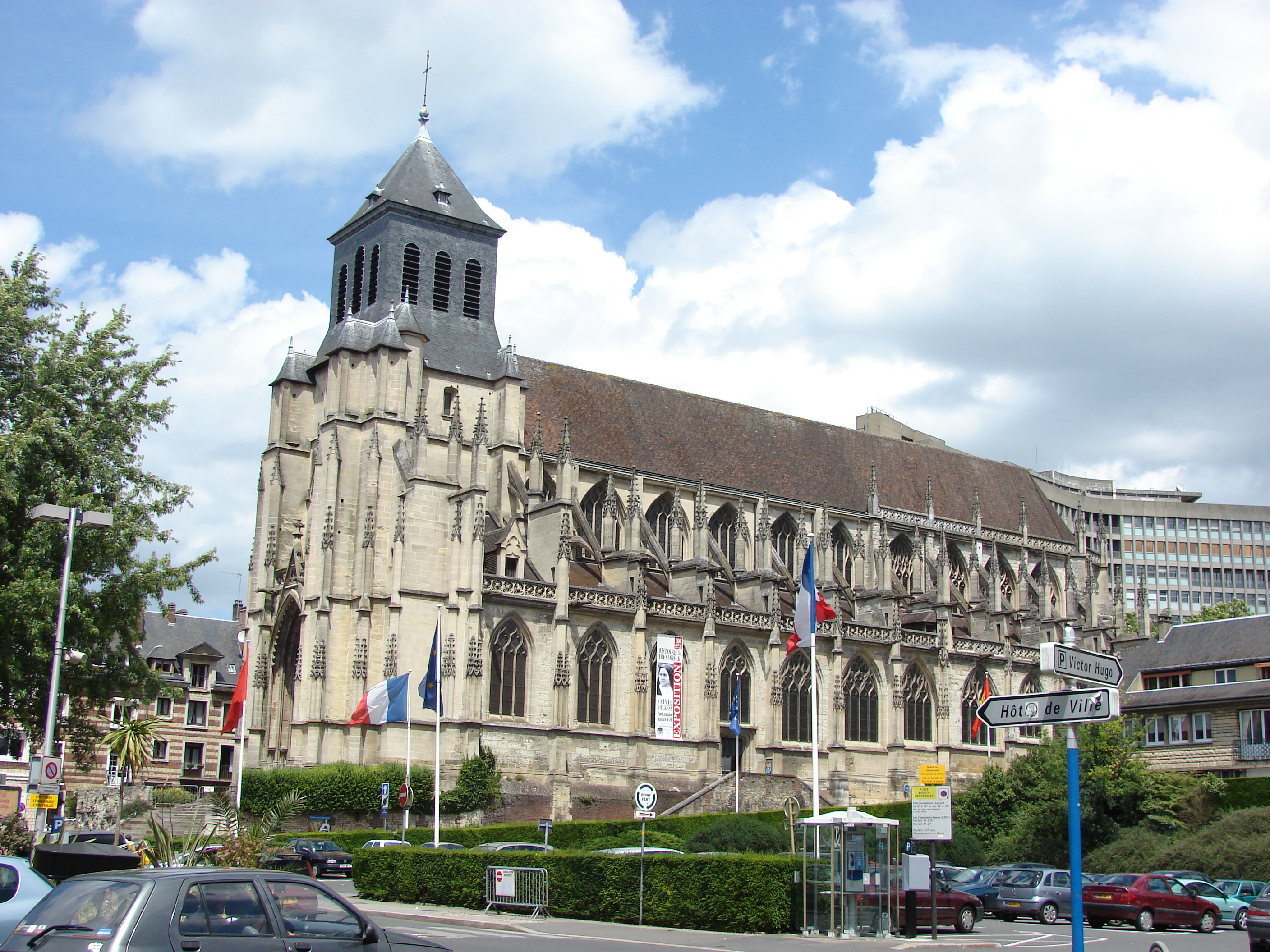
Vue du sud, dans la rue au Char.

## Architecture

### Extérieur
L'église Sainte-Jacques est un édifice de style gothique. Elle n'a pas de transept.

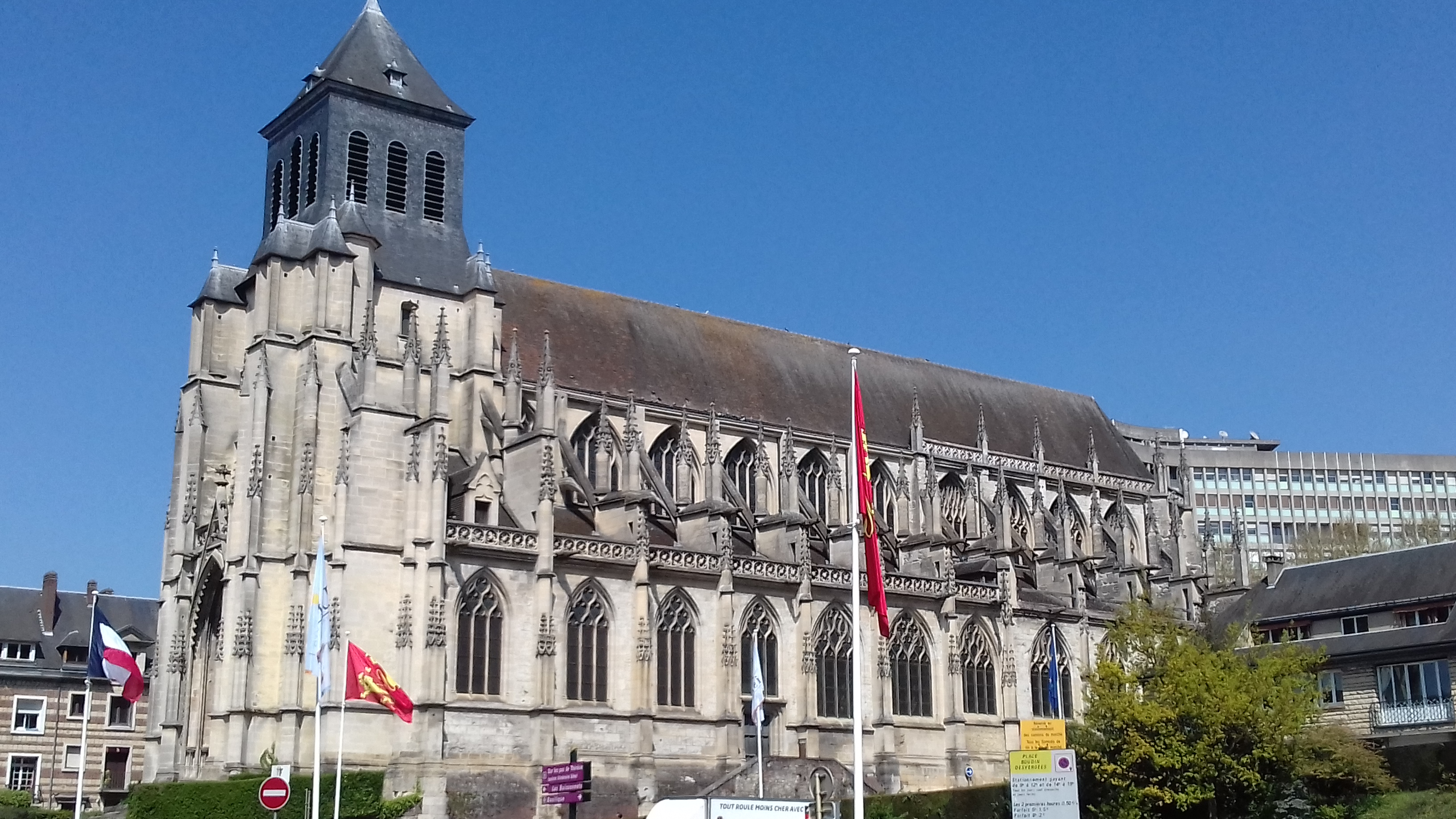
Vue du sud, dans la rue au Char.
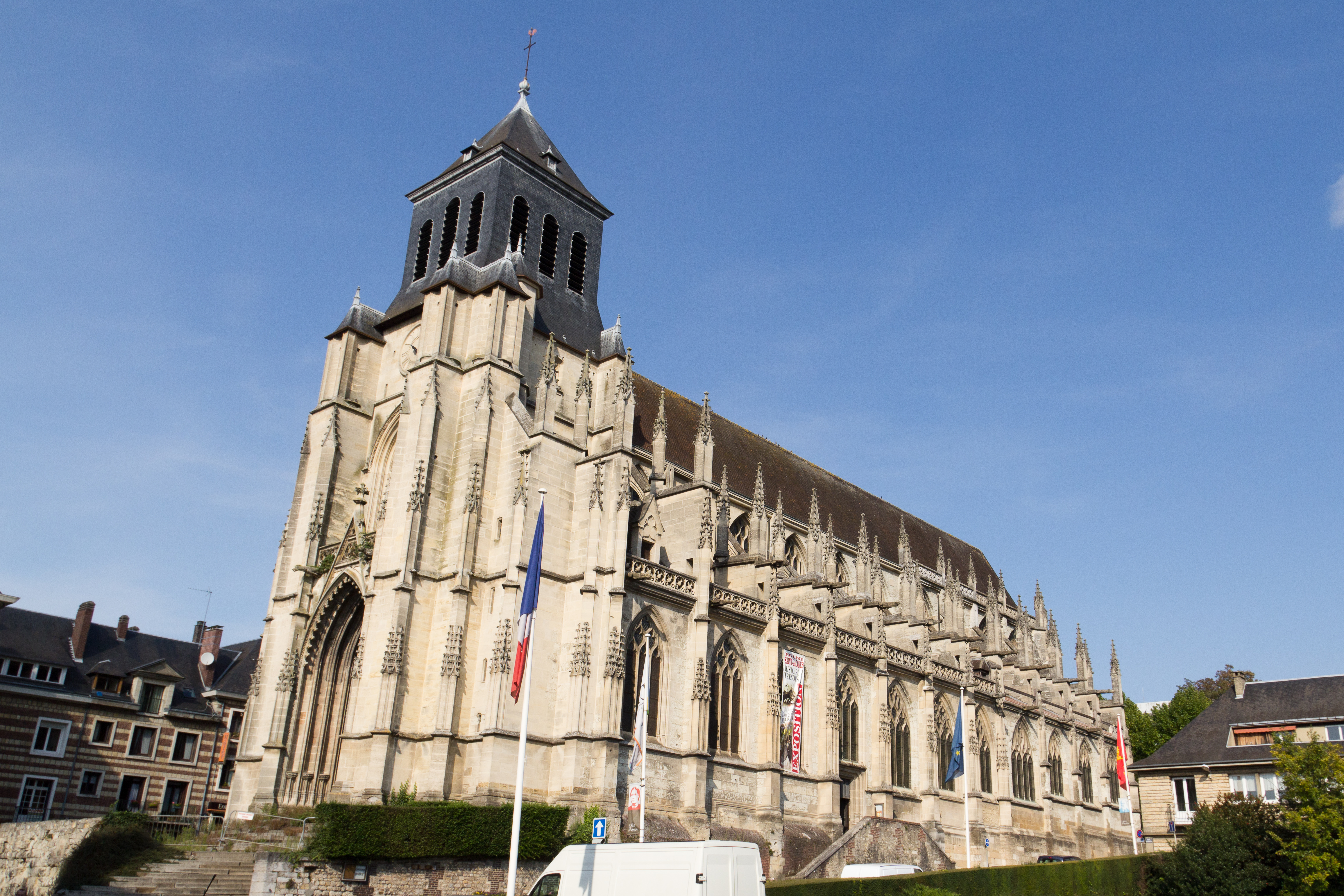
Vue du sud-ouest, dans la rue au Char.
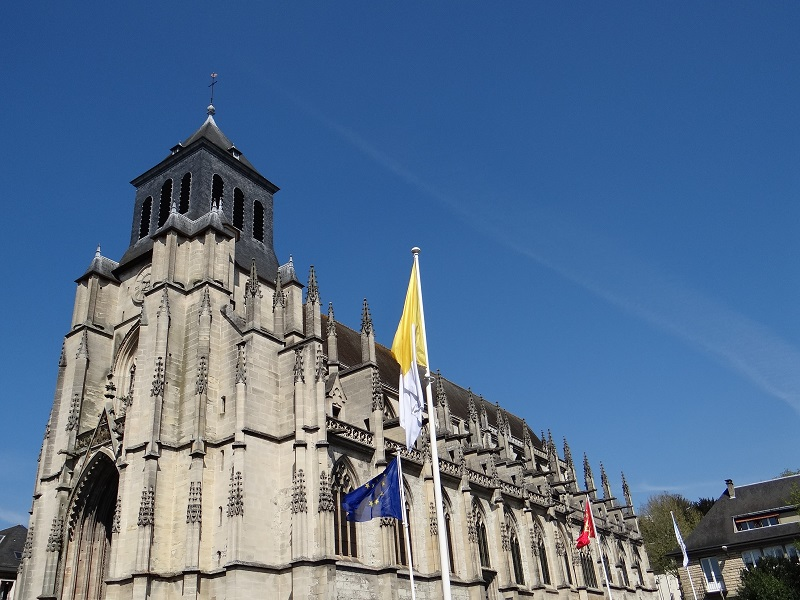
Vue du sud-ouest, dans la rue au Char.
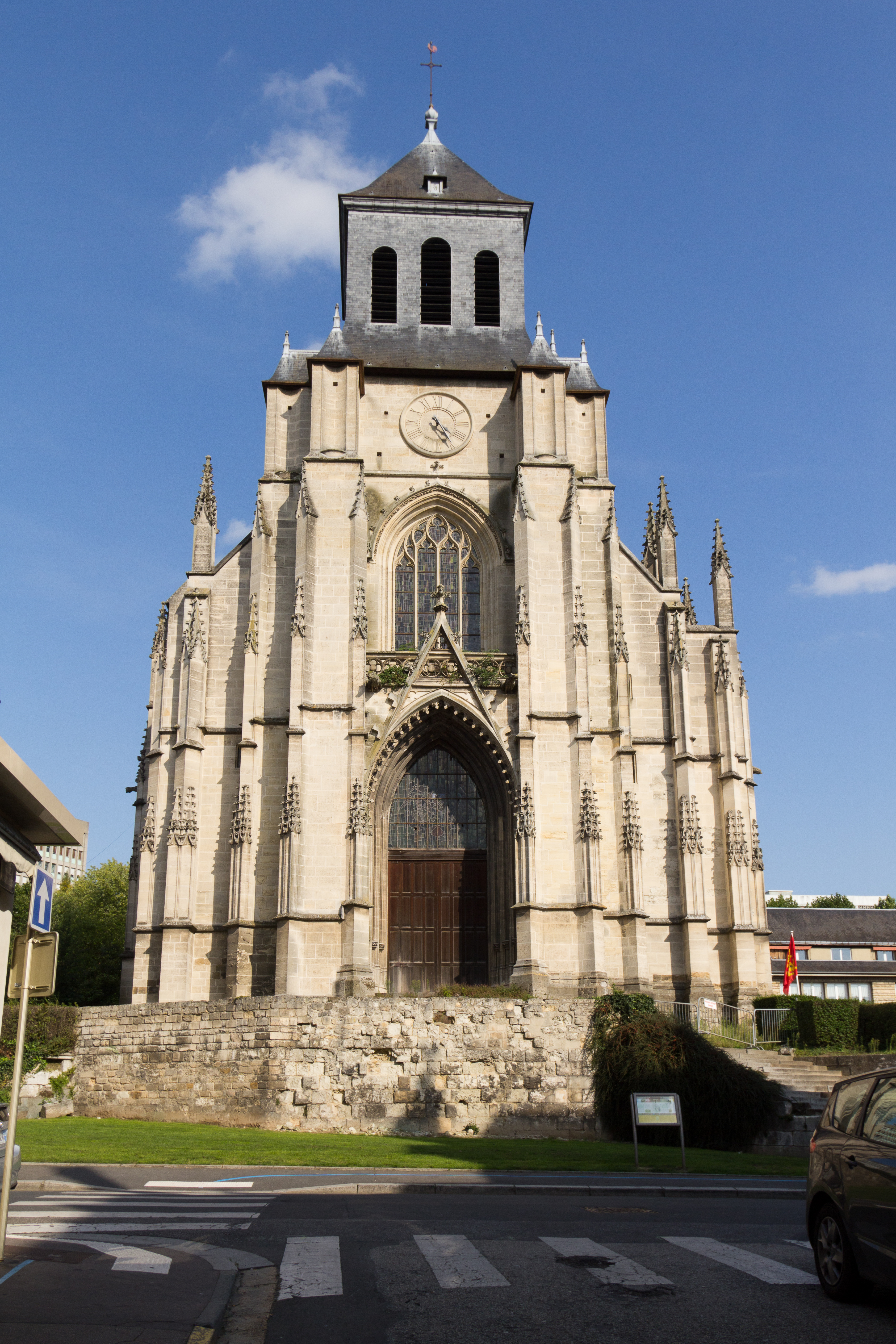
Vue de l'ouest, dans la rue Victor Hugo.

Comme la construction a été faite sur une pente et dans le sens de l'axe de l'église, le chœur se trouve au niveau du sol, tandis que la façade est élevée sur un perron subdivisé en plusieurs volées. Ceci contribue à l'embellissement du grand portail, qui a pour couronnement un assez maussade clocher couvert en ardoise, évidemment inachevé.

### Intérieur
L'intérieur est léger et élégant. Trois nefs de longueur égale composent, avec les chapelles placées à droite et à gauche, cette église assez vaste, mais qui n'a pas de transept. Le vaisseau est soutenu par deux rangs de colonnes monocylindriques, sans autre chapiteau que la pénétration des nervures des ogives. La décoration intérieure de cet édifice est assurée par ses vitraux, ses voûtes peintes, ainsi que les ornements des colonnes ou piliers, chargés d'inscriptions, de médaillons et de statues peintes.

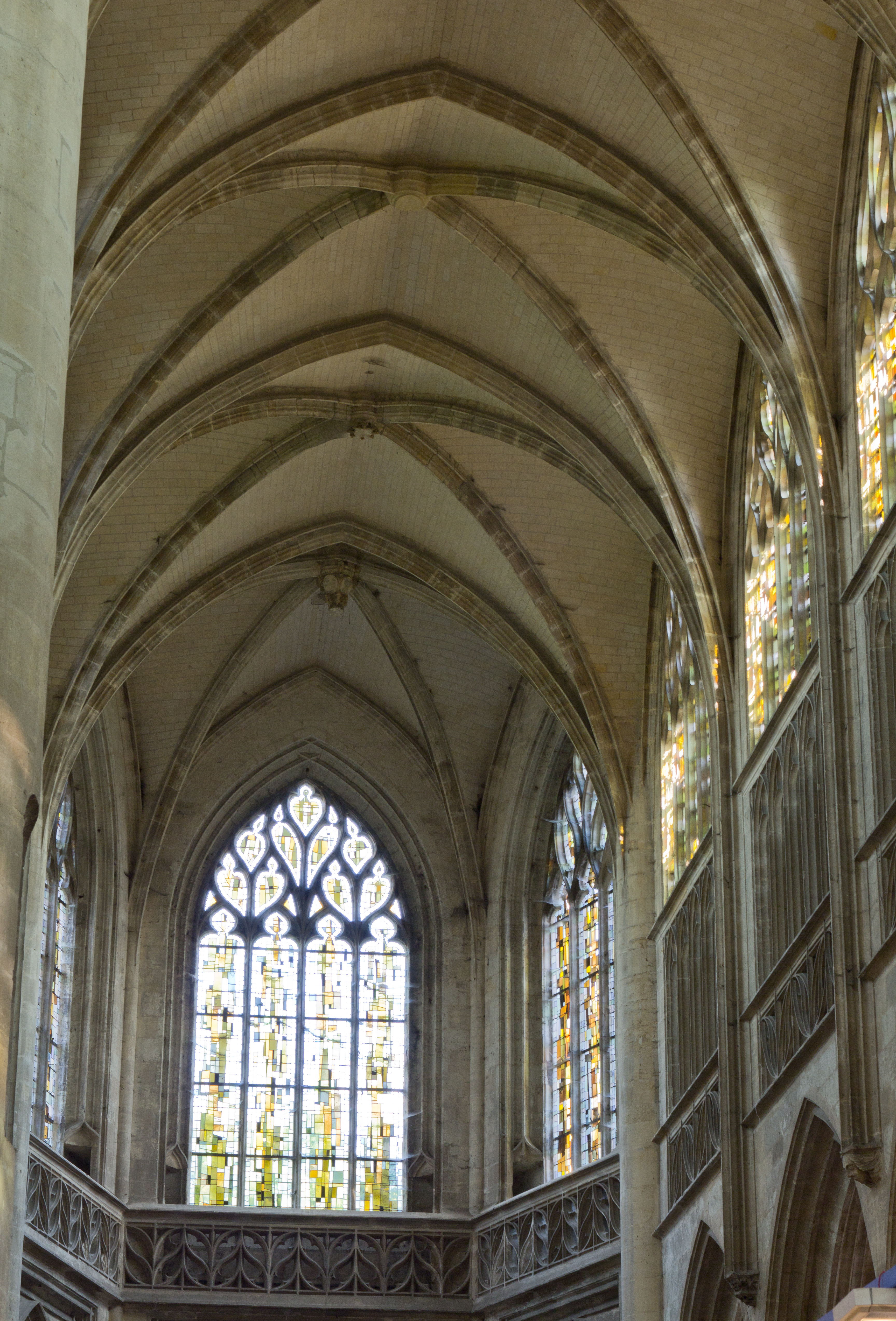
Les voutes et vitraux de la nef.
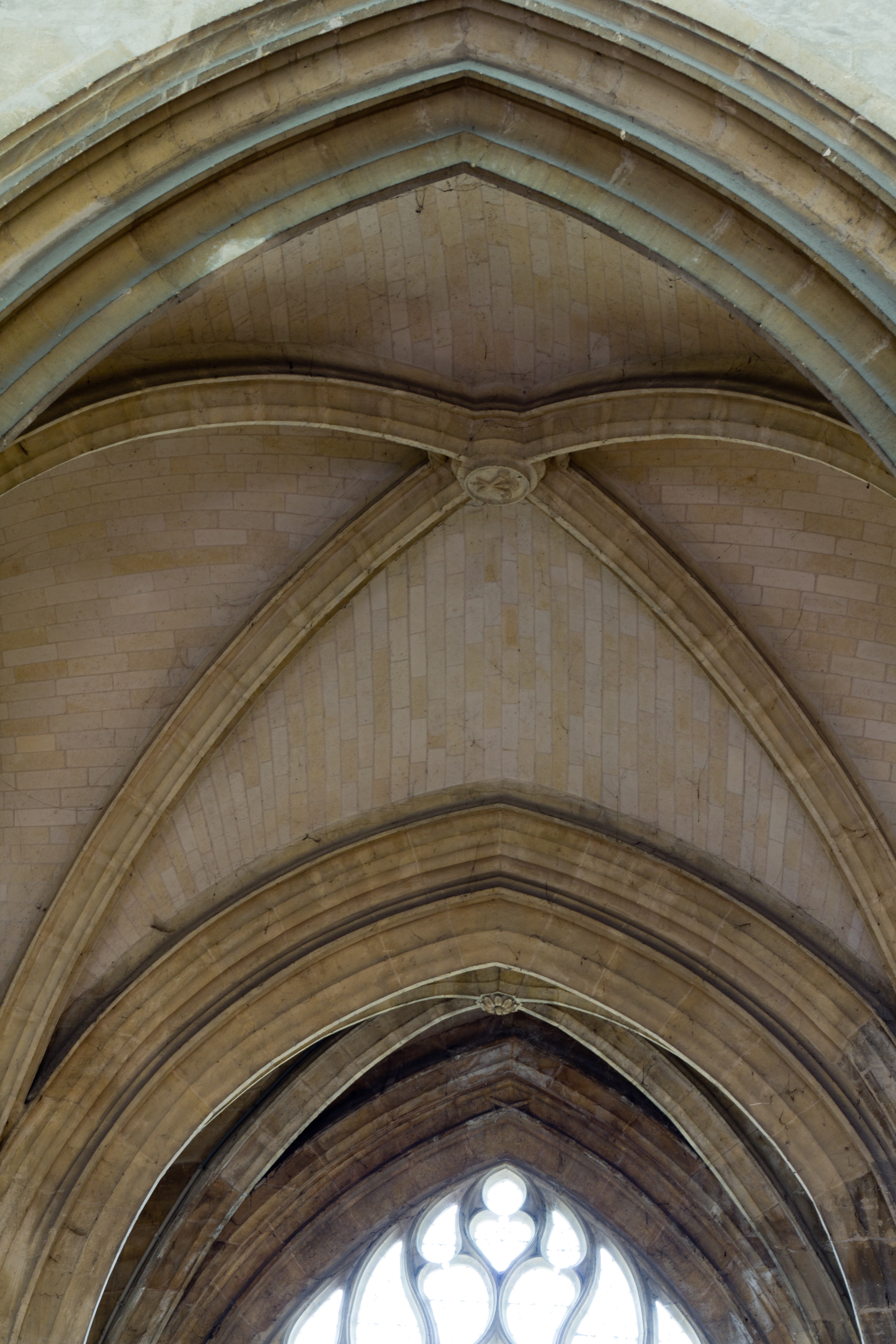
Voute de la nef.
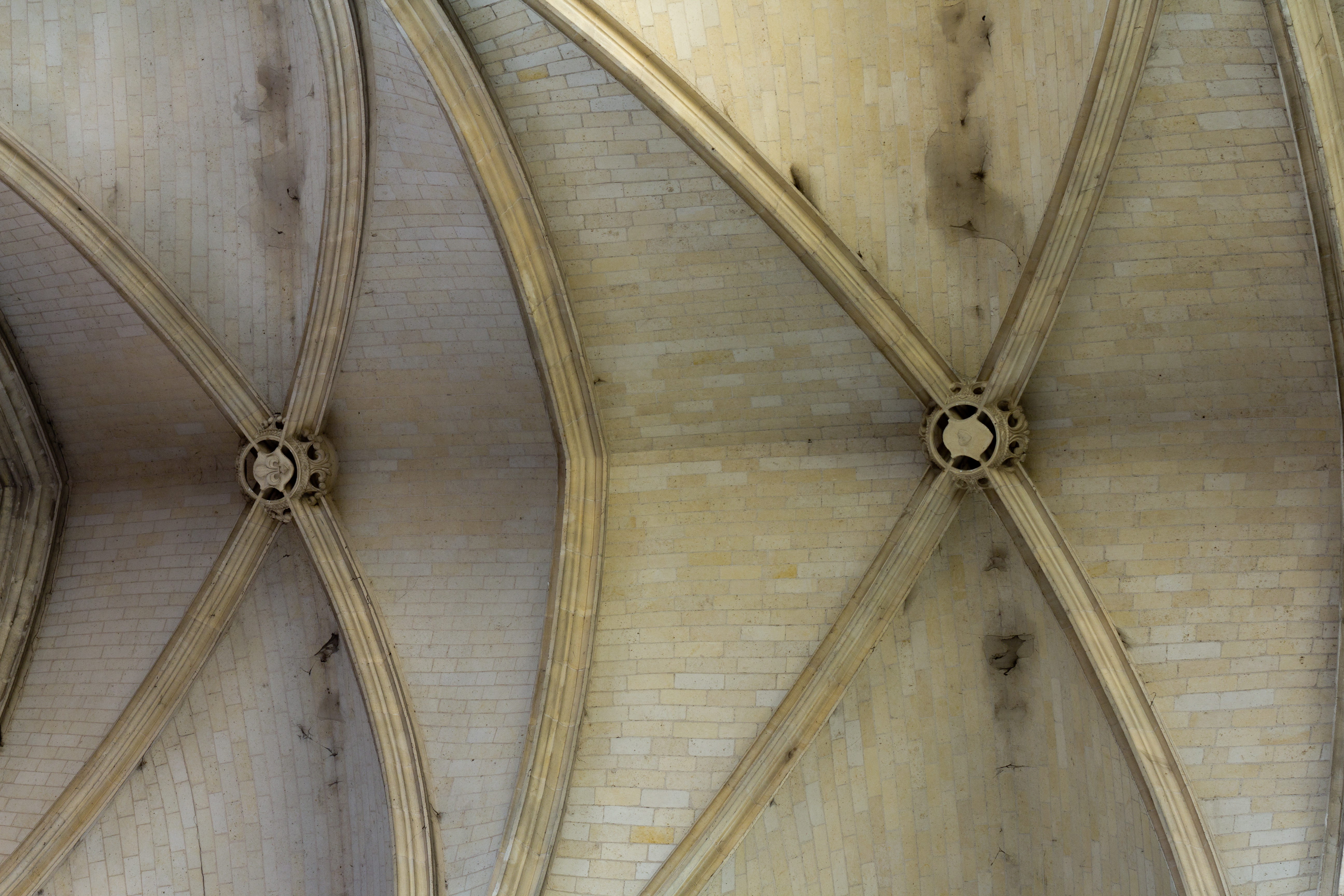
Voutes de la nef.

#### Les vitraux
Tous les anciens vitraux du chœur datent de 1501. La première fenêtre de la nef au Nord était ornée d'un splendide vitrail Renaissance d'une scène de l'Apocalypse, la grande prostituée de Babylone. Le vitrail de la chapelle de la Charité, au bas du collatéral méridional, représentait un miracle de saint Jacques d'après la Légende dorée. Les six fenêtres du chevet furent garnies de vitraux au XIXe siècle, exécutés par MM. Marette et Duhamel, d’Évreux, à l'exception du crucifiement qui était en grande partie ancien. Des vitraux modernes ont été mis en place après la seconde guerre mondiale.

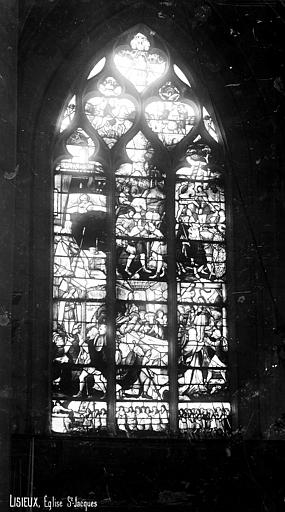
Vitrail.
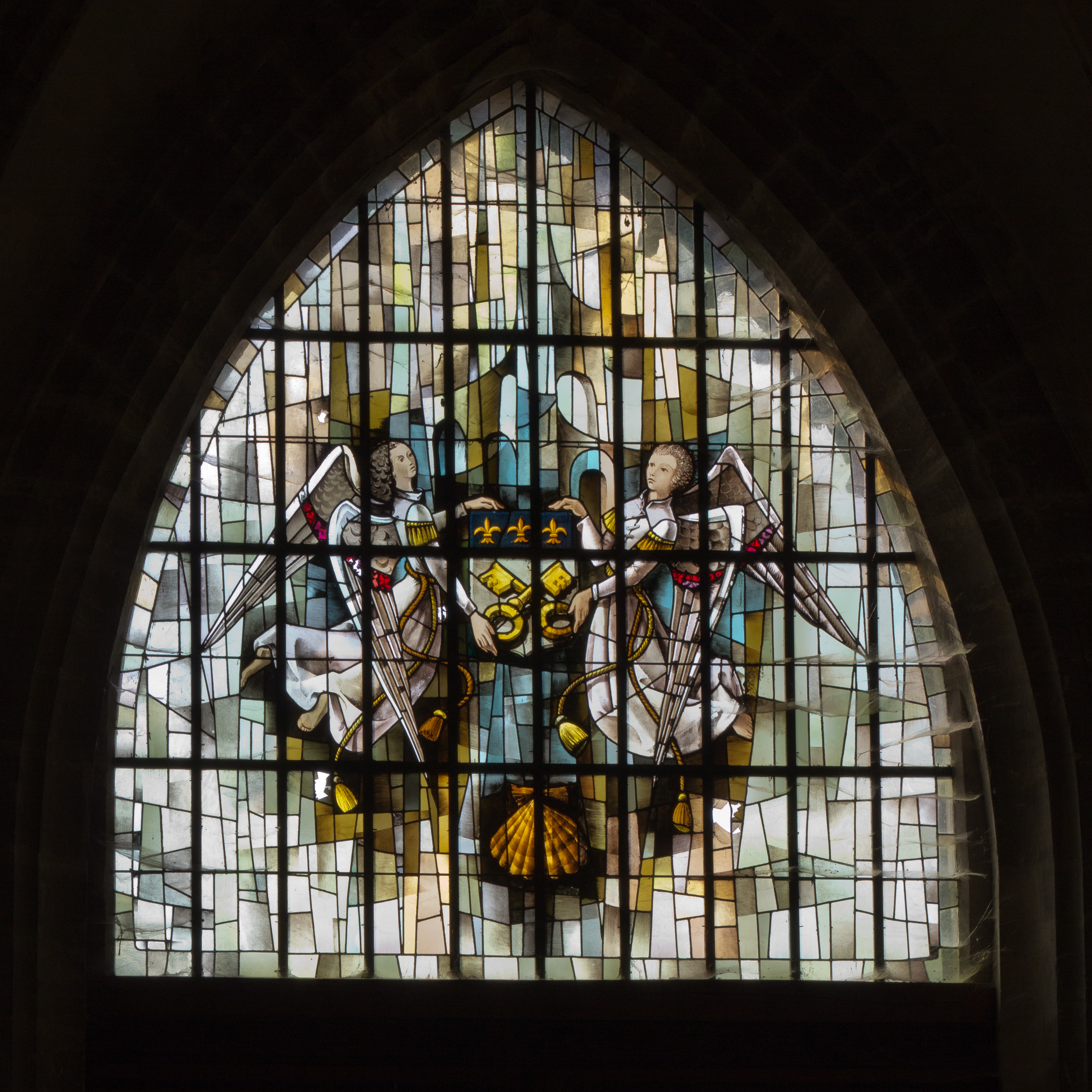
Vitrail de la façade.

## Les cloches
Avant la Révolution, il y avait onze cloches à Saint-Jacques. La sonnerie de Saint Jacques se compose de trois cloches : la plus grosse a été fondue en 1712, par le célèbre fondeur lexovien Jean Aubert ; les deux autres datent seulement de 1832.

## Ancien mobilier
Quarante stalles hautes, de la Renaissance, présentaient des panneaux richement sculptés. Trente basses stalles provenaient de l'ancienne abbaye du Val-Richer et dataient du règne de Louis XIV. Les boiseries de l'orgue, fait par M. Luce, de Lisieux, composées dans le style fleuri du XVe siècle, avaient été exécutées par M. Léonard, sculpteur à Lisieux, sur les dessins de l'abbé Tournesac, du Mans. 
Saint-Jacques possédait deux petits reliquaires, en bois doré, du XVIIIe siècle, que l'on dit provenir de l'ancienne église Saint-Germain de Lisieux. Ils auraient été faits en 1717 pour contenir les reliques de saint Victor et saint Contest, sainte Fructose et sainte Joconde, rapportées de Rome, dans cette année-là, par un nommé Trouplin. L'autel de Saint-Jacques, acquis en 1869 et placé en même temps que le pavage mosaïque du chœur, avait été fait à Munich, en Bavière.
Un tableau repeint en 1681 représentait la translation miraculeuse des reliques de saint Ursin en 1055 en cette église. Aux archives de l'église Saint-Jacques ont été retrouvés les statuts de la confrérie de charité avec leur sceau.